# Ar-Rastan
Ar-Rastan is een plaats in het Syrische gouvernement Homs en telt 61.176 inwoners (2008).

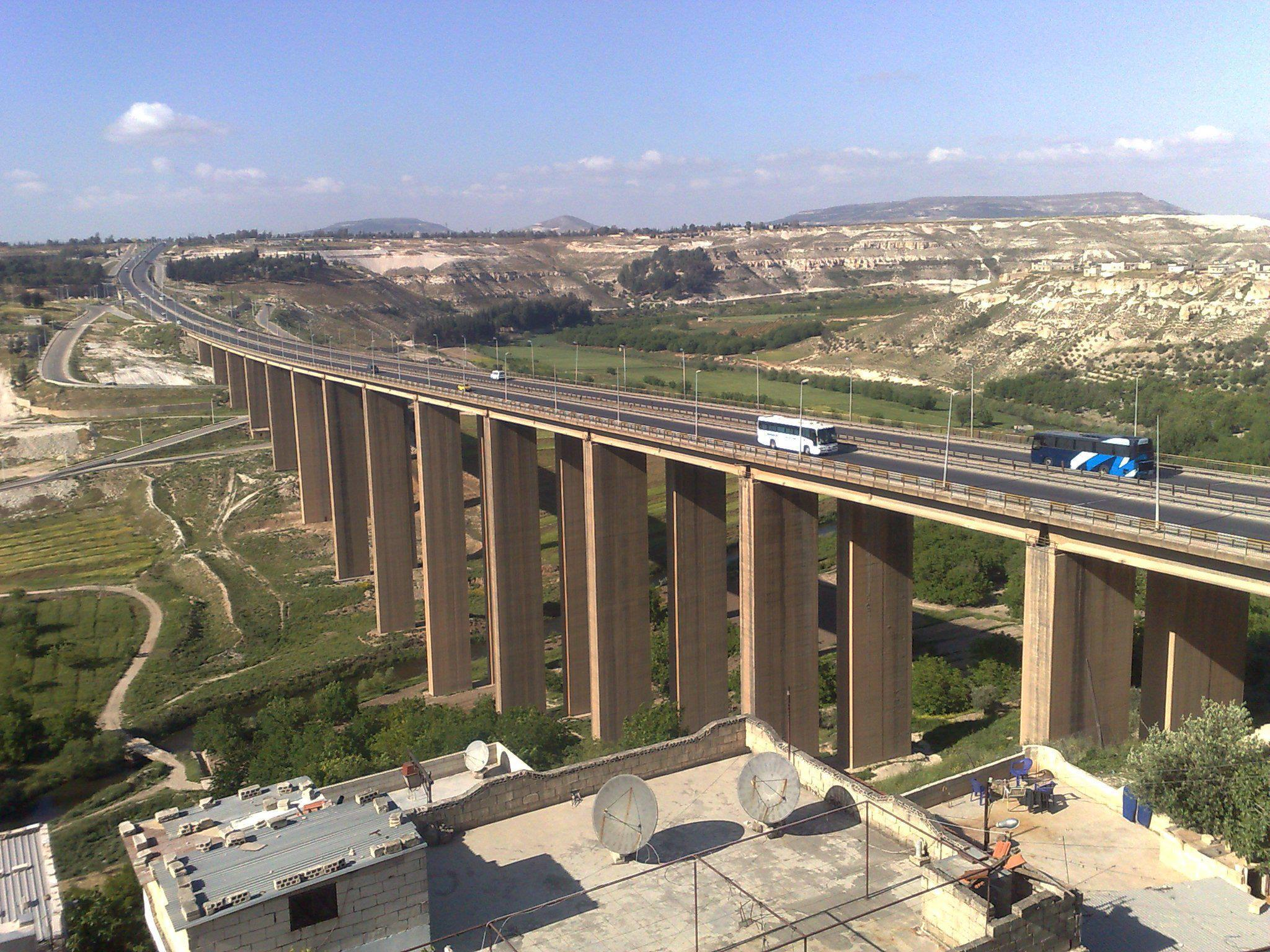
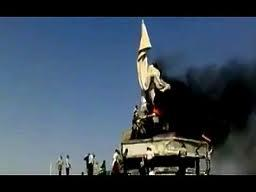
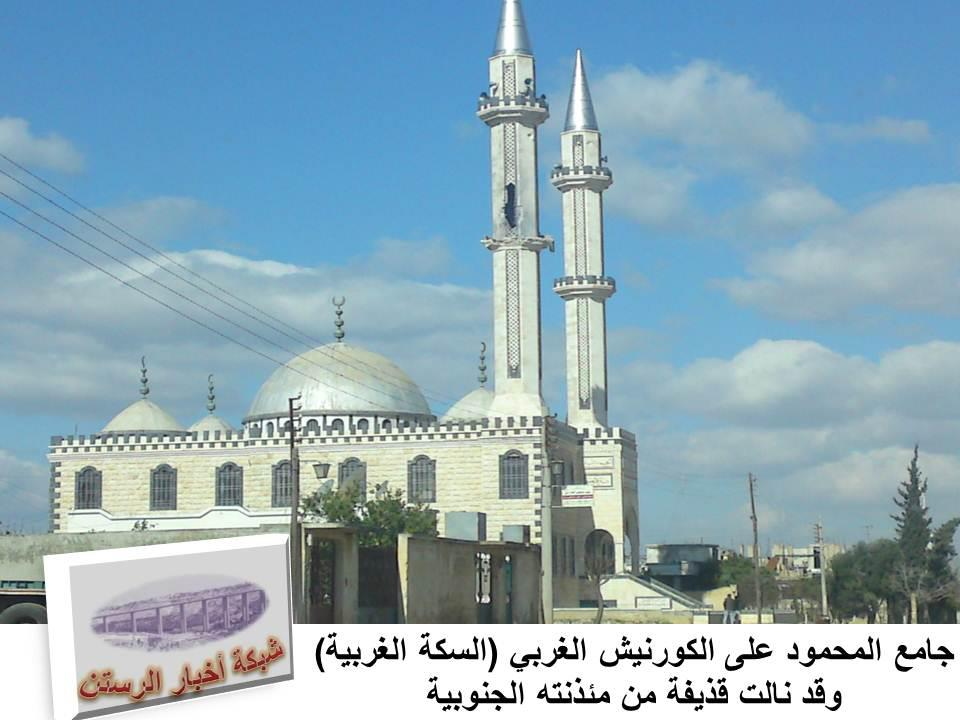
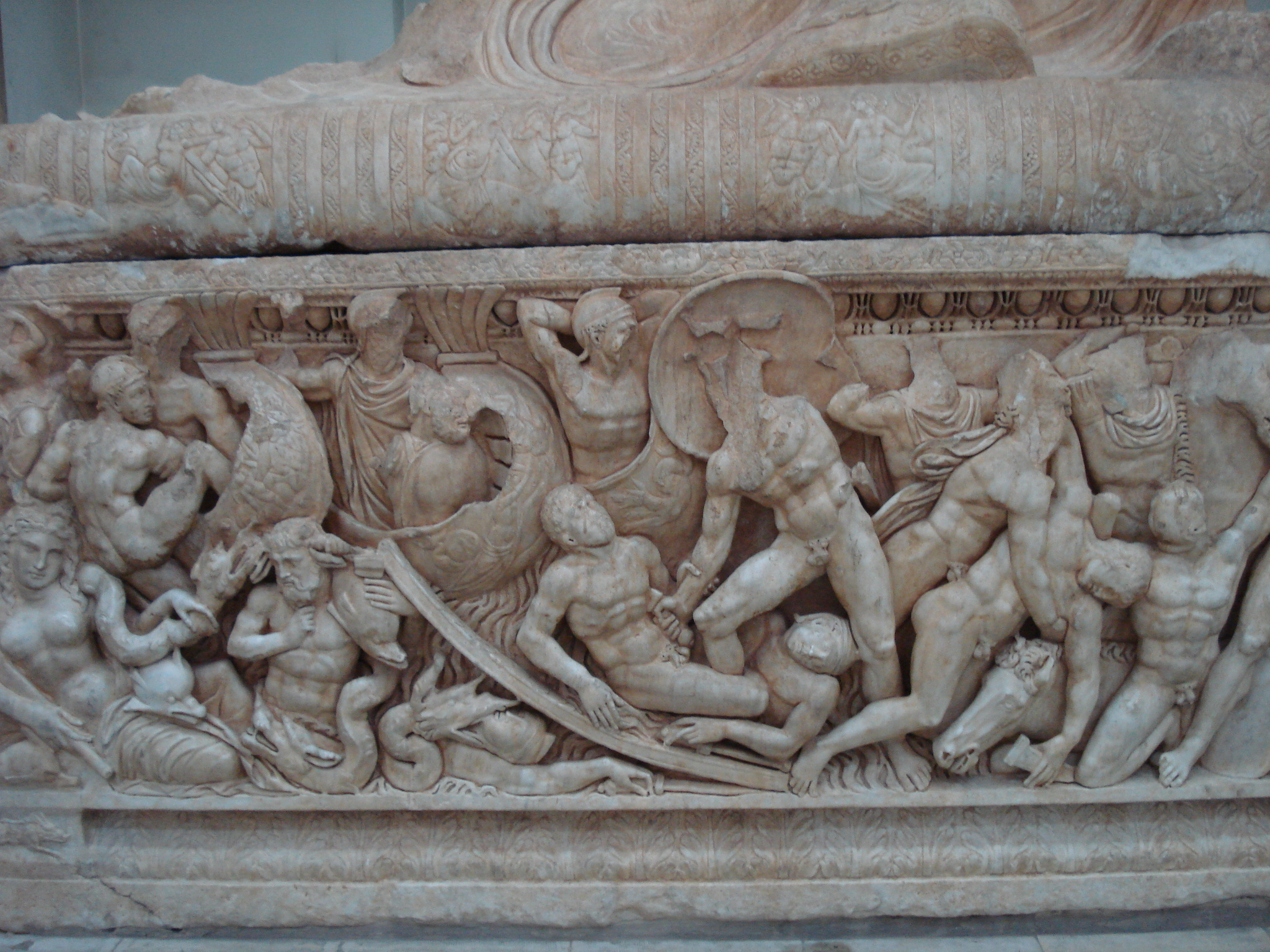